# Tegera Arena
Ejendals Arena est une patinoire de hockey sur glace située dans la commune de Leksand en Suède.

## Présentation
La patinoire a une capacité de 7 650 places et accueille en temps normal les matchs du Leksands IF de l'Elitserien (première division suédoise). La patinoire a ouvert ses portes pour la première fois en 2005.
Du 26 décembre 2006 au 5 janvier 2007 avec la patinoire FM Mattsson Arena (Mora), la patinoire a accueilli le championnat du monde junior 2007, championnat qui a vu la victoire du Canada sur la Russie sur le score de 4 buts à 2.
Du 7 au 11 novembre, la patinoire accueille la Coupe des quatre nations entre le Canada, la Finlande, les États-Unis et la Suède.